# Quatuor à cordes no 2 de Bartók
Pour les articles homonymes, voir Quatuor à cordes no 2.
Le Quatuor à cordes no 2 en la mineur, op. 17, Sz. 67, BB 75, est le deuxième quatuor à cordes du compositeur hongrois Béla Bartók, composé entre 1915 et 1917.

## Contexte
Composé entre 1915 et 1917, soit près de 8 ans après son précédent, à Radoskereztur, il est dédié au quatuor Waldbauer-Kerpely qui le crée le 3 mars 1918 à Budapest. « Il est glaçant, surtout le dernier mouvement, d'où la vie s'est retirée. Il y a une impression de désolation. C'est un morceau unique dans son cycle de six quatuors, différent : il est contrasté avec un premier mouvement sombre mélangé à un sentiment virtuose et énergique. Il y a des effets de timbale, de dissonnances [...] C'est son œuvre la plus désespérée. Il faut aussi dire qu'il traverse alors une forme de dépression ». L'oeuvre connaît un vif succès auprès du public hongrois, et contribue à la renommée de Bartók en Hongrie. Sa première édition date de 1920. Son exécution demande un peu moins d'une demi-heure.
1. Moderato
2. Allegro molto cappriccioso
3. Lento

## Enregistrements
- Quatuor Amar Bartok Quatuor n°2 1926 Polydor 66425-8 (réédition PARNASSUS PACD96070-72), premier enregistrement de l'œuvre en disque 78 tours[3].